# Іметт
Іметт (грец. Υμηττός) — гірський хребет східної та центральної Греції, на схід від Афін. Відомий також під назвою Треллос або Трелловуно (з грец. — божевільна гора), так його назвали у 15 століття французькі колоністи.
Висота найвищою вершини Евзон становить 1026 м. Довжина хребта з півночі на південь, від Афін до Саронічної затоки, сягає 16 км та 6-7 км у напрямку зі сходу на захід. Ще з античної доби мармур, з якого складено гірський масив, використовувався афінянами для будівництва. Схили круті, скелисті. Лісиста та трав'яниста рослинність вкривають лише північний схил хребта.
Довкола Іметта розташовані: район Афін Іліссія та муніципалітети Великих Афін Зографу, Кесаріані, Віронас, Іміттос, Іліуполі, Аргіруполі, Еллінікон, Гліфада, Вуліагмені, Варкіза, Варі, Папагу, Холаргос, Ая-Параскеві, Геракас і Гліка-Нера.